# Sauvigny
Sauvigny é uma comuna francesa na região administrativa de Grande Leste, no departamento de Meuse. Estende-se por uma área de 17,51 km². Em 2010 a comuna tinha 238 habitantes (densidade: 13,6 hab./km²).